# Вогошча (община)
Община Вогошча (босн. и хорв. Opština Vogošća, серб. Општина Вогошћа) — боснийская община, расположенная в центральной части Федерации Боснии и Герцеговины. Административным центром является город Вогошча. Община расположена в 6 км к северу от Сараево.

## Географическое положение
Располагается в бассейне реки Босны, между Сараевской и Високской низменностями. Окружена реками Вогошчей и Любиной, правыми притоками Босны. Обхватывает две старинные деревенские общины Горня-Вогошча и Доня-Вогошча, протягивается до Сараевской низменности и устья реки Мисочи, которая впадает в Босну.

## Население
По переписи 1991 года население общины составляло 24647 человек в 21 населённом пункте. Прирост населения был особенно сильным после Второй мировой войны: экономика строилась на военно-промышленном комплексе «Претис». По оценке на 2009 год, в общине проживало 21595 человек.

## Населённые пункты общины
Благовац, Будишичи, Вогошча, Врапче, Гареж, Гора, Граховиште, Доня-Вогошча, Каменица, Кобиля-Глава, Кремеш, Кривоглавци, Любина-Потуровичи, Небочай, Перца, Семизовац, Свраке, Тиховичи, Углешичи, Угорско, Хотонь.